# 三陸站
三陸站（日语：／ Sanriku eki */?）是位於岩手縣大船渡市三陸町越喜來，屬於三陸鐵道的谷灣線車站。本站的愛稱為「科學之光」，取自於車站東方的北里大學海洋生命科學部三陸校園。該校園在2007年前設有三陸大氣層天文台。

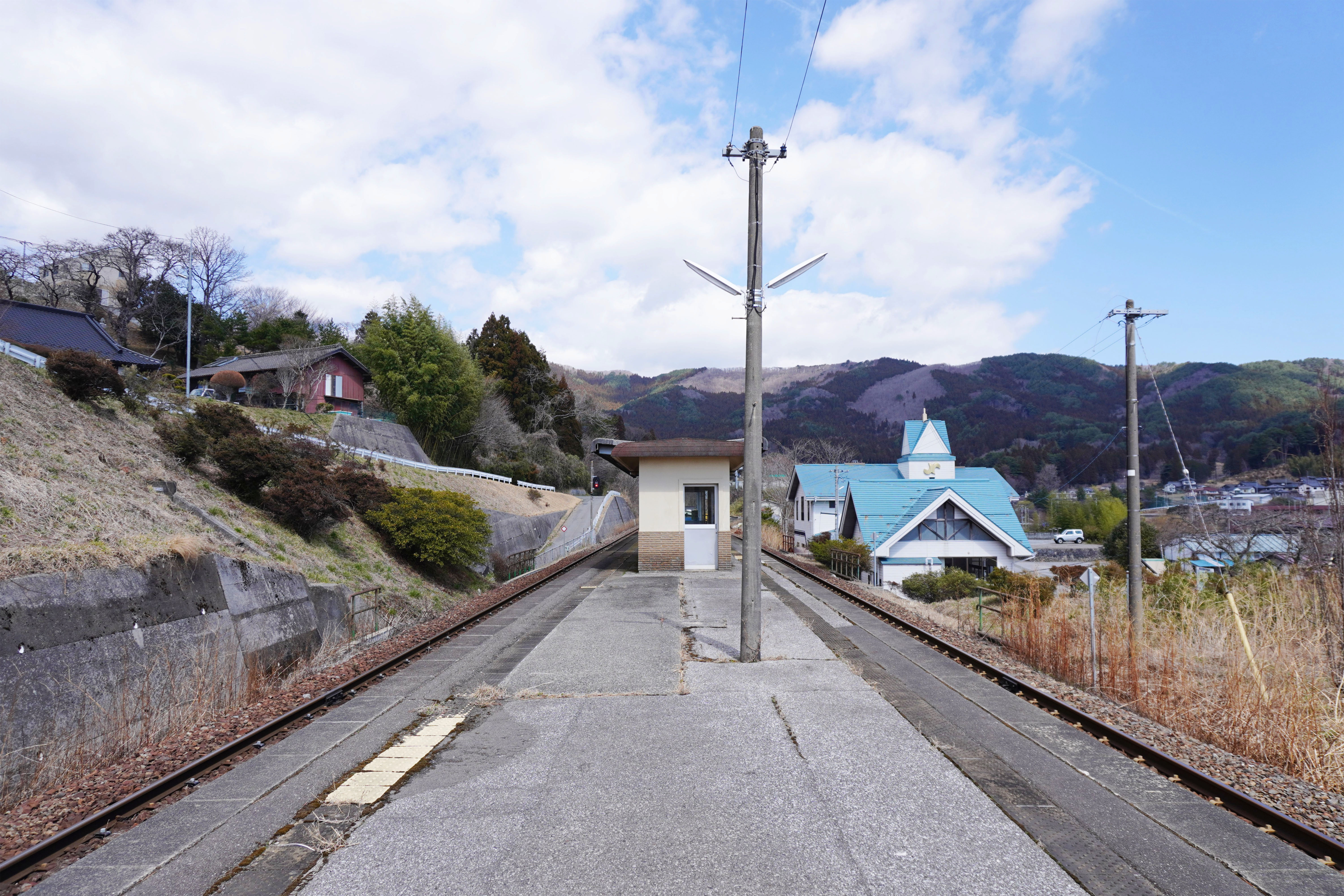
月台（2024年3月）

## 歷史
- 1973年（昭和48年）7月1日：日本國有鐵道盛線車站啟用[1]。
- 1984年（昭和59年）4月1日：車站由三陸鐵道接管。成為南谷灣線車站[1]。
- 2011年（平成23年）3月11日：發生東北地方太平洋近海地震（東日本大震災），使南谷灣線全線暫停營業。
- 2013年（平成25年）4月3日：南谷灣線盛至吉濱之間重開，此站重開[2]。
- 2019年（平成31年）3月23日：東日本旅客鐵道釜石至宮古之間由三陸鐵道接管，此站成為谷灣線車站[3]。

## 車站構造
此站是高架車站與簡易委託車站，設有1面2線的島式月台，以及售票櫃臺和商店。

### 月台
| 月台 | 路線    | 上下行 | 方向                 |
| ---- | ------- | ------ | -------------------- |
| 1    | ■谷灣線 | 上行   | 盛方向               |
| 2    | ■谷灣線 | 下行   | 釜石、宮古、久慈方向 |

## 使用狀況
| 乘車人次變化 | 乘車人次變化 |
| 年度         | 1日平均人數  |
| ------------ | ------------ |
| 2002         | 76           |
| 2003         | 67           |
| 2004         | 77           |
| 2005         | 73           |
| 2006         | 74           |
| 2007         | 72           |
| 2008         | 58           |
| 2009         | 53           |
| 2010         | 59           |
| 2011         | 暫停營業     |
| 2012         | 暫停營業     |
| 2013         | 10           |
| 2014         | 22           |
| 2015         | 24           |
| 2016         | 21           |
| 2017         | 19           |

## 車站周邊
- 大船渡市立越喜來中學
- 大船渡市政廳 三陸分所（舊・三陸町（日语：三陸町）公所）
- 三陸郵局
- 岩手縣道9號大船渡綾里三陸線（日语：岩手県道9号大船渡綾里三陸線）
- 岩手縣道209號崎濱港線（日语：岩手県道209号崎浜港線）
- 國道45號
- 越喜來浪板海灘
- 越喜來漁港

## 相鄰車站
三陸鐵道
■谷灣線
甫嶺－三陸－吉濱

## 注腳
1. 1 2  . 交通新聞 (交通新聞社). 1993-03-23: 8 （日语）.
2. ↑   (pdf). 広報大船渡 (大船渡市). 2013年3月5日, (3月5日号): 10  [2021年1月21日]. （原始内容存档 (PDF)于2017年5月26日） （日语）.
3. ↑  . 毎日新聞 (毎日新聞社). 2019-03-23  [2019-03-24]. （原始内容存档于2019-03-23） （日语）.

## 外部連結
- 車站·周邊資訊【三陸站】 （页面存档备份，存于）（日語）：三陸鐵道